# Universiteit van de Vriendschap der Volkeren
De Russische Universiteit van de Vriendschap der Volkeren (Russisch: Российский университет дружбы народов, РУДН, Rossiejski universitet droezjby narodov, ROeDN) is een openbare universiteit in Moskou die staat gerangschikt als twee na beste universiteit van Rusland. 
Bij haar oprichting, in het heetst van de Koude Oorlog, had de universiteit als doel om derdewereldlanden, voornamelijk in Afrika en Azië, die net hun onafhankelijkheid hadden verworven, te helpen met het opleiden van hun toekomstige leiders. Het onderwijzen van de communistische ideologie paste volledig in het koude-oorlogprogramma.
Van 1961 tot 1992 had de universiteit als toevoeging "vernoemd naar Patrice Lumumba". In de volksmond wordt de universiteit nog altijd vaak "Lumumba-universiteit" genoemd.

## Bekende alumni
- Ali Khamenei, hoogste leider van Iran
- Porfirio Lobo Sosa, president van Honduras
- Carlos de Jakhals, terrorist, begon zijn studie maar werd aan de deur gezet voor wangedrag
- Mahmoud Abbas, president van de Palestijnse Autoriteit
- Mustafa Barghouti, Palestijns activist en politicus
- Bharrat Jagdeo, president van Guyana